# 宮城電気鉄道キ1形電気機関車
宮城電気鉄道キ1形電気機関車（みやぎでんきてつどうキ1がたでんききかんしゃ）は、宮城電気鉄道（現在のJR東日本仙石線）が、1924年（大正13年）に新製した直流用電気機関車である。
後年の改番によってED27形と改称されたのち、宮城電気鉄道の戦時買収・国有化に伴って本形式も国鉄（当時の鉄道省）籍へ編入された。

## 概要
宮城電気鉄道は同社路線の開業に際して、1924年（大正13年）にキ1形1・2の2両の電気機関車を新製した。2両とも電気部品はアメリカのウェスティングハウス・エレクトリック社製の製品を採用したが、機械部分はキ1がボールドウィン・ロコモティブ・ワークス社において新製した完全輸入機であったのに対し、キ2は日本車輌製造において新製した準国産機であった。両車は外観デザインこそ同一の意匠であったものの、各部寸法は全て異なっていた。
両車とも短い車体の前後にボンネットを有する凸型電気機関車である。運転台前面の向かって左側（助士席側）に出入口を設けた関係で、ボンネットは右側に寄せられている点が特徴であり、信濃鉄道1形（後の国鉄ED22形）など、本形式と同じくウェスティングハウス・エレクトリック社において新製された電気機関車各形式と同様である。また両車は台車が異なり、キ1が釣り合い梁式の軽快なものであるのに対し、キ2では板台枠の重厚なものを装備している。また、キ2では車体中央下部に通風口を2か所に設けている。

## 導入後の変遷
キ2は1928年（昭和3年）7月に製造メーカーである日本車輌製造において箱形切妻車体の側面に引戸を設けた電動貨車に改造され、番号もキワ2（後にデワ2に再改称）に改められた。時期は不明であるが、両車はさらに改番され、自重が約27tであったことからED27形（ED27 1・ED27 2）に改められた。さらに1944年（昭和19年）に宮城電気鉄道が戦時買収により国有化されたことに伴って、両車とも国有鉄道に継承され国鉄ED27形（初代）（ED27 1・ED27 2）として原形式・原番号のまま運輸通信省籍へ編入された。
太平洋戦争後の1950年（昭和25年）に、仙石線へED20形2両が転入したのにともない、2両とも同年に架線電圧が600Vから1,500Vに昇圧された宇部西線（旧宇部電気鉄道）に転出し、1961年（昭和36年）に廃車となるまで運用された。私鉄への譲渡機、保存機はない。

## 参考資料
- 吉川文夫 『RM LIBRARY4 私鉄買収電機の系譜（下）』 ネコ・パブリッシング 1999年11月 ISBN 4-87366-188-9